# Eduard Douwes Dekker
Eduard Douwes Dekker (Amsterdam, 2 maart 1820 – Ingelheim am Rhein, 19 februari 1887) was een Nederlandse auteur en bestuursbeambte. Hij is vooral bekend vanwege zijn roman Max Havelaar, of De koffij-veilingen der Nederlandsche Handel-Maatschappij, die in 1860 verscheen onder het pseudoniem Multatuli (Latijn voor 'ik heb veel (leed) gedragen'). Hij schreef ook toneelstukken, pamfletten - soms in briefvorm - en aforismen.
Douwes Dekker groeide op in Amsterdam. Hij trok in 1838 met zijn vader naar Batavia in Nederlands-Indië (thans Jakarta in Indonesië). Daar verwierf hij in 1839 een baan als ambtenaar. Hij zag er de vele wantoestanden onder verantwoordelijkheid van het Nederlandse koloniale bewind.
Zijn debuutroman, de kaderroman Max Havelaar, hekelt op basis van zijn eigen ervaringen de behandeling van de plaatselijke bevolking door Nederlandse en Nederlands-Indische bestuurders. De van 1862 tot 1877 verschenen zeven bundels met 1282 genummerde Ideen bevatten overwegend essayistische aforismen, maar ook de roman Woutertje Pieterse en het toneelstuk Vorstenschool zijn in deze gevarieerde verzameling te vinden.
Zowel de persoonlijkheid als de schrijfstijl van Douwes Dekker had grote invloed op belangrijke schrijvers uit volgende generaties, waaronder de Tachtigers, Nescio, Elsschot, Du Perron, Hermans en Karel van het Reve. Internationaal werd hij gelezen, met bekendheid in Indonesië en de Sovjet-Unie. Maar vooral in Duitsland: veel werk van hem werd in het Duits vertaald rond 1900-1910 en dit was een bron van inspiratie voor de feministische beweging aldaar. Karl Marx en Sigmund Freud waardeerden hem en poogden hem zelfs in het Nederlands te lezen. In juni 2002 werd Max Havelaar door de Maatschappij der Nederlandse Letterkunde uitgeroepen tot het belangrijkste Nederlandstalige letterkundige werk aller tijden. In 2004 eindigde Multatuli op de 34e plaats in de verkiezing van de grootste Nederlander.

## Levensloop

### Jeugd en leertijd
Eduard Douwes Dekker werd geboren in de Korsjespoortsteeg (tegenwoordig: nr. 20) in Amsterdam als vierde van vijf kinderen van een doopsgezinde familie: de andere kinderen waren Catharina (1809-1849), Pieter Engel (1812-1861), Jan (1816-1864) en Willem (1823-1840). Zijn vader, Engel Douwes Dekker, was een scheepskapitein afkomstig uit de Zaanstreek. Engels ouders waren Pieter Douwesz en Engeltje Dekker. Engel Douwes voegde de achternaam van zijn moeder aan zijn achternaam toe. De officiële achternaam zou echter Dekker zijn geweest; op de trouwakte van Eduard Douwes Dekker en Mimi Hamminck Schepel (1875) wordt de achternaam van de bruidegom vermeld als "Dekker, zich noemende en schrijvende Douwes Dekker". Zijn moeder Sietske Eeltjes Klein (soms ook Klijn) was huisvrouw, afkomstig van Ameland.
Hij bezocht de Latijnse school aan het Singel, een voorloper van het huidige Barlaeus Gymnasium. Na twee of drie jaar verliet hij de Latijnse school zonder diploma, waarna hij enige tijd als jongste bediende in een textielzaak werkte. In 1838 reisde hij aan boord van het schip waar zijn vader het gezag over voerde naar Nederlands-Indië, waar ze in 1839 aankwamen in de hoofdplaats Batavia. Aldaar trad hij in dienst van het Binnenlands Bestuur als commies van de Algemene Rekenkamer.
In de daaropvolgende jaren maakte hij gestaag promotie als bestuursambtenaar, al beviel het financiële werk hem maar matig. Batavia, waar hij de eerste anderhalf jaar – los van het Nederlandse, kleinburgerlijke milieu – een vrolijk en afwisselend leven leidde, begon hem steeds meer tegen te staan. Omdat hij bovendien (speel)schulden had gemaakt, solliciteerde hij bij de gouverneur-generaal naar een post in een buitengewest.

### Bestuursambtenaar in Nederlands-Indië

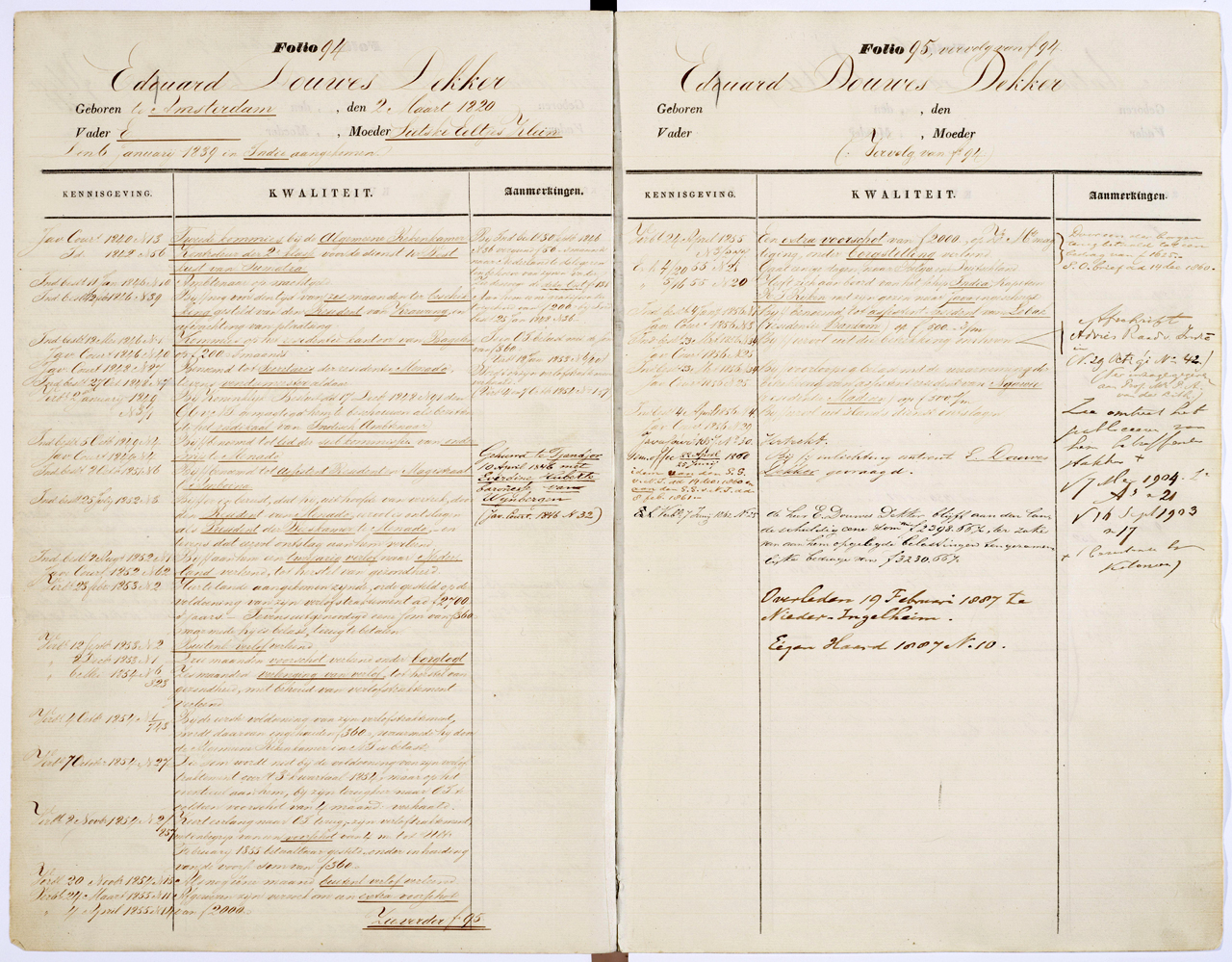
Stamboek van Oost-Indische ambtenaren: Inschrijving van Eduard Douwes Dekker (Multatuli), 1839-1887

Douwes Dekker werd op 12 oktober 1842 benoemd tot controleur van het roerige district Natal aan de westkust van Sumatra.
In 1843 werd Dekker de jonge freule (13 jaar oud) Si Oepi Keteh toegewezen, zij stamde uit een Sumatraanse adellijke familie. Dekker omschreef haar later als "een van mijn eerste liefdes". Nog altijd wordt er een haarlok van haar, die Dekker zijn leven lang bij zich hield, bewaard op het Multatuli-museum. Het was toen heel gewoon om jonge inlandse vrouwen te koppelen aan vrijgezelle Nederlandse ambtenaren.
Onder Douwes Dekkers controleurschap bleek hier echter een kastekort, waarover hij een ernstige berisping kreeg van de gouverneur van Sumatra's Westkust, generaal Michiels. Het leverde hem het etiket "eerloos" op, waardoor Douwes Dekker zich bijzonder gegriefd voelde. Toen hij wegens het tekort te Natal door Michiels tijdelijk was geschorst en naar eigen zeggen zelfs honger leed, schreef hij, om zich te revancheren, het toneelstuk De eerloze, later uitgegeven als De bruid daarboven. Tooneelspel in vijf bedrijven.
Het staat niet vast dat Douwes Dekker voor het kastekort te Natal wel geheel verantwoordelijk was; door zijn bemoeienis met plaatselijke conflicten had hij nauwelijks tijd om zich met de financiën bezig te houden. Het tekort dateerde al van voor Douwes Dekkers komst, en was volgens de Max Havelaar, waarin deze episode uitgebreid beschreven wordt, ontstaan doordat gelden voor troepenzendingen naar het binnenland niet waren geadministreerd. Maar Douwes Dekker had zijn hoofd duidelijk niet bij de administratie en reageerde bovendien koppig en gepikeerd als hij aangesproken werd op fouten. Gewestelijk secretaris Van de Ven, die het bestuur overnam van de geschorste Douwes Dekker, schreef aan de gouverneur dat deze achter was met alle stukken, fouten maakte, voorschriften veronachtzaamde, en niet op klachten reageerde.
Tot de ergernis van zijn collega's droeg bij dat Douwes Dekker, naast zijn onnauwkeurigheden en zijn verontschuldiging dat hij voor de administratie 'minder geschiktheid bezat', zich ook niet hield aan de ongeschreven regels van de plaatselijke ambtenarij. Deze hielden onder meer in dat de koeliebonnen voor zout- en geldtransporten maar voor vier gulden werden geadministreerd, de dragers deden het echter nooit voor minder dan acht. Gewoonte was om een paar dragers meer op de lijst te zetten dan er waren geweest. Maar in dit soort zaken bleef Douwes Dekker principieel tegen knoeierijen en administreerde hij onverkort acht gulden per drager.
Door zijn administratieve achterstanden én het tekort werd zijn schorsing in Natal nu definitief; de geharde generaal Michiels, die de vele opstanden op West-Sumatra met succes had neergeslagen, werd later door de Algemene Rekenkamer te Batavia in het ongelijk gesteld. Maar Douwes Dekker was als jong bestuursambtenaar de strijd met hem aangegaan en moest daarom het veld ruimen. Nadat hij het tekort uit eigen middelen had aangevuld, werd hij op wachtgeld gezet en naar Java overgeplaatst.

### Eerste huwelijk, carrière en verloftijd
Terug op Java trouwde Douwes Dekker op 10 april 1846 met Everdina “Tine” Huberta van Wijnbergen. Uit dit huwelijk zouden twee kinderen geboren worden: zoon Edu in 1854 en dochter Nonni in 1857. Met Edu bleef de verhouding zijn leven lang moeilijk. Dat Douwes Dekker naast zijn vrouw ook relaties met andere vrouwen onderhield, was voor Tine een zware beproeving, vooral na hun terugkeer naar Nederland en het begin van zijn literaire carrière.
Na functies in 's lands dienst te Karawang en Purworedjo, waar hij in ondergeschikte posities werkte, werd Douwes Dekker in 1848 benoemd tot secretaris van de residentie Manado op het eiland Celebes, waarmee hij volledig herstel van zijn ambtelijke carrière genoot. Zijn sterke rechtvaardigheidsgevoel voor de inlandse bevolking vond hier waardering bij resident Scherius, die bij zijn vertrek in 1851 Douwes Dekker als zijn opvolger aanbeval. Het gouvernement ging hier niet op in; Dekker maakte opnieuw privéschulden en tijdens zijn latere verlof in Nederland bleek bovendien dat hij ook hier een bestuurlijk kastekort achterliet, waarvan de precieze toedracht niet is opgehelderd. Uit zijn tijd in Manado is verder een toespraak tot de inlandse hoofden overgeleverd, die sterke gelijkenis vertoont met de beroemde toespraak uit Lebak, die de schrijver Douwes Dekker later zou verwerken in zijn Max Havelaar.
Eind 1851 beklom Douwes Dekker een nieuwe sport op de bestuurlijke ladder door zijn plaatsing te Ambon als assistent-resident, maar om gezondheidsredenen werd hem reeds na enkele maanden een langdurig verlof naar Nederland toegestaan, waar hij van 1852 tot mei 1855 verbleef. Hij maakte er vele plannen voor onder andere boekuitgaven, maar verwezenlijkte er weinig. Wel maakte hij tal van schulden, naar het schijnt in de ijdele veronderstelling dat hem geld zou toevloeien via de familie van zijn vrouw. Ondanks zijn later succes als schrijver, werd hij vrijwel zijn hele leven door schuldeisers achtervolgd. Daarbovenop kwamen nog Douwes Dekkers vergeefse pogingen om in het casino aan de roulettetafel een grote slag te slaan. Multatuli's Millioenen-studiën doet daar verslag van.

### De zaak-Lebak

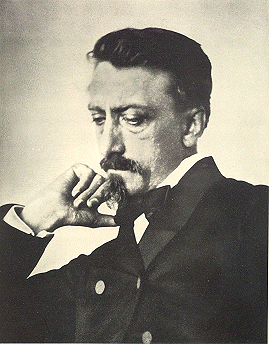
Eduard Douwes Dekker in 1853

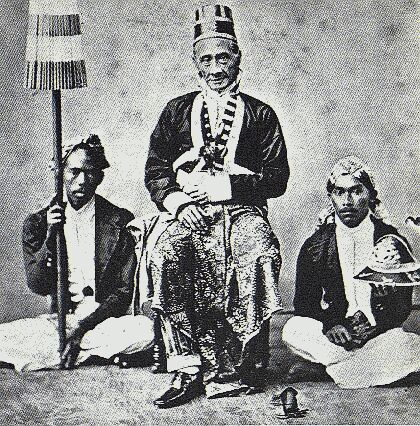
Karta Nata Negara Raden Adipati

Na aankomst te Batavia eind 1855 werd Douwes Dekker benoemd tot assistent-resident van Lebak op Java, waar hij in januari 1856 zijn intrek nam in de hoofdplaats Rangkasbitung. Douwes Dekker was slecht bij kas – onder andere door zijn vrijgevigheid –, maar zijn toekomst zag er op dat moment gunstig uit: hij had een goede staat van dienst en zou waarschijnlijk wel tot resident bevorderd worden. Het liep echter anders. In Lebak werd hij geconfronteerd met ernstig machtsmisbruik door de plaatselijke inlandse hoofden; bovendien meende hij uit tal van aanwijzingen op te kunnen maken dat zijn voorganger Carolus (in de Havelaar Slotering genoemd) door de regent was vergiftigd, naar hij vermoedde wegens diens pogingen om wantoestanden op het spoor te komen. Zijn aanklacht tegen Karta Nata Negara, de regent van het district Lebak, die zijn bevolking meedogenloos uitzoog, werd door het Nederlands-Indische bestuur afgewezen.
Douwes Dekker wilde niet langer in dienst blijven van een ambtelijke top die de andere kant op keek als van de plaatselijke bevolking bijvoorbeeld buffels werden geroofd ten behoeve van de regenten, of wanneer herendiensten werden gevraagd, waardoor de akkers niet konden worden bewerkt, met als gevolg dikwijls hongersnood. Toen ook gouverneur-generaal Duymaer van Twist hem niet wilde ontvangen om zijn klachten aan te horen, was voor Douwes Dekker de maat vol. Op 29 maart 1856 verzocht hij eervol ontslag. Tevergeefs trachtte hij op Java emplooi te vinden, onder meer op de plantage van zijn broer Jan; het jaar daarop keerde hij definitief terug naar Europa, waar hij als ambteloos burger enkele jaren alleen door onder andere Nederland, België, Duitsland en Frankrijk zwierf. In 1859 keerden ook Tine en de kinderen naar Europa terug, waardoor zijn financiële positie steeds moeilijker werd.
Er werd in die tijd nogal neergekeken op lieden, die berooid terugkeerden uit de kolonie. Via omwegen was Dekker in België terecht gekomen. In Nederland durfde hij zich niet te vertonen, vanwege de vele schulden, die hij daar had. Uiteindelijk kwam zijn vrouw in Luik naar Dekker, tezamen met haar kinderen, Edu (5) en Nonni (2), en haar baboe (kinderverzorgster) Louise. Eerst verhuisde het gezin naar een boerenherberg in Visé, waar een oude kennis van Dekker woonde, een van de weinigen waarmee hij nog contact had. Everdine zocht steun bij haar zus Henriëtte in Den Haag en bij Dekkers broer Jan. Maar Everdine werd door hen gedwongen zich van Eduard "af te scheuren". Dekker werd afgeschilderd als een vreemdganger.

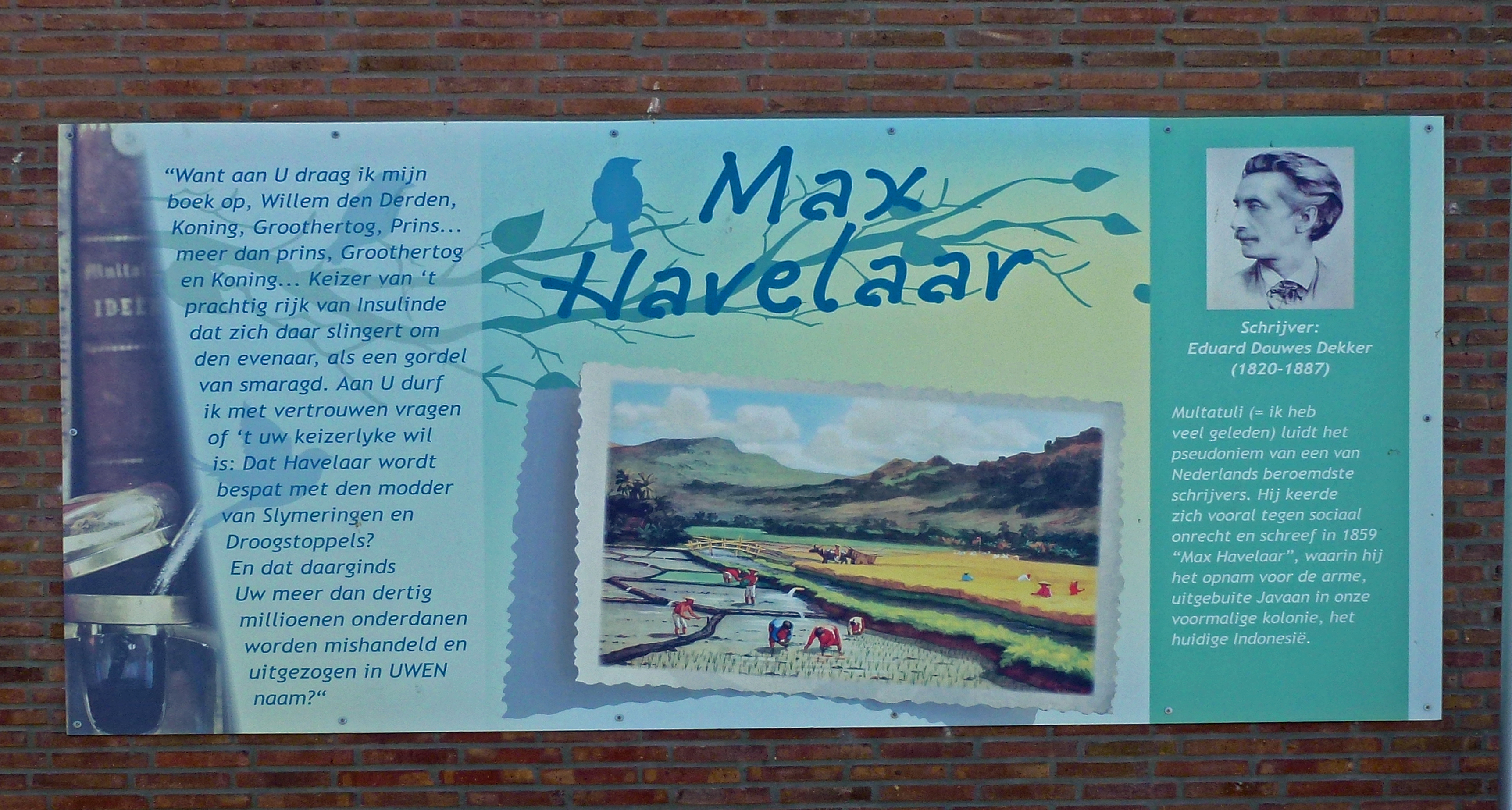
Max Havelaar, gevelpaneel in Gouda

### Ontstaan en publicatie van deMax Havelaar
Dekker vond enig werk bij de krant l'Indépendance in Brussel, waar hij geroemd werd om zijn talenkennis. Er werd van hem verwacht dat hij artikelen uit andere kranten zou vertalen, maar zijn vertaling ging steeds gepaard met afkeurend commentaar. 
In 1859 schreef Douwes Dekker onder armoedige omstandigheden Max Havelaar, of De koffij-veilingen der Nederlandsche Handel-Maatschappij, waarin de koloniale misstanden in Nederlands-Indië op beeldende wijze beschreven werden: zo staan er meeslepende vertellingen (Saïdja en Adinda) in over de uitwerkingen van het gezagsmisbruik op de bevolking. In de figuur van koffiemakelaar Batavus Droogstoppel verschijnt een onsterfelijke karikatuur van de Hollands-calvinistische ondernemer ten tonele, die met zijn welbegrepen en godsvruchtig eigenbelang, half-naïef en half doortrapt, het systeem van onderdrukking in stand houdt, terwijl hij er een verwrongen voorstelling op nahoudt van wat er aan de andere kant van de wereld gebeurt. Het boek bevat verder, naast interessante tafelgesprekken (waarin Douwes Dekkers periode op Sumatra wordt beschreven), letterlijke weergaven van ambtelijke stukken die Douwes Dekker verstuurde en ontving als assistent-resident van Lebak.
Douwes Dekker schreef het boek tussen 16 september en 13 oktober 1859 in klad, en werkte daarna nog drie weken aan een netversie, tot zijn ogen ontstoken raakten. Hij liet het handschrift inbinden en stuurde het boek naar zijn broer Jan, bij wie op dat moment ook Tine met de kinderen logeerde. Jan op zijn beurt stuurde het boek aan mr. W.J.C. van Hasselt, vrijmetselaar, voorzitter van de loge Concordia Vincit Animos, waar ook Multatuli sinds 1854 als lid was geaccepteerd. Van Hasselt stuurde het handschrift ongelezen door aan een andere broeder in de vrijmetselarij: zijn goede vriend en collega, advocaat en letterkundige Jacob van Lennep. Het was toen inmiddels eind november 1859.
Van Lennep had al eerder op deze manier werk van Douwes Dekker in handen gekregen, namelijk het toneelstuk De Eerlooze, later bekend geworden onder de titel De bruid daarboven. Tooneelspel in vijf bedrijven. Van Lenneps oordeel over De Eerlooze was heel welwillend geweest, maar tot een opvoering was het niet gekomen. Door de Max Havelaar nu werd Van Lennep volledig van zijn stuk gebracht: het boek was "b....(bliksems) mooi". Ondanks de bleke, met water aangelengde inkt las hij het boek in krap een week uit.
Reeds het manuscript van dit over de bestuurscultuur van Nederlands-Indië uiterst kritische boek maakte op deze manier diepe indruk in leidende kringen in Nederland. Met Douwes Dekker - maar ook achter diens rug om - werd onderhandeld om hem een 'convenabele betrekking' in West-Indië te bezorgen, op voorwaarde dat hij van publicatie zou afzien. Hij weigerde echter om zich te laten afschepen naar Suriname of de Nederlandse Antillen, en gaf Van Lennep opdracht het boek te doen uitgeven.
Van Lennep vroeg hem in een brief gedateerd 23 januari 1860 - het zogenoemde "advocaten-briefje" in de Multatuli-literatuur - om een bewijsstuk dat hij over het kopijrecht kon beschikken.

Om nu met de Ruijter een kontrakt te kunnen maken, dien ik het bewijs te hebben, dat ik daartoe het recht heb. Nog hij noch eenig uitgever zal natuurlijk drukken, veelmin geld geven, zonder overdracht van 't Kopijrecht, en dat kan ik hem niet overdragen zonder te kunnen aantoonen dat ik het bezit. Wees daarom zoo goed mij, met het adres aan Sire, een stuk op Zegel Belgisch te zenden, waarbij gij verklaart mij het kopijregt over het werk getiteld enz. te hebben afgestaan en daarvoor te zijn voldaan naar uw genoegen. Ik kan dat stuk doen inlasschen in de overeenkomst, die ik met R. maak.
— Van Lennep

Per ommegaande voldeed Douwes Dekker hieraan, en zo raakte hij al zijn rechten in juridische zin op zijn werk kwijt. Van Lennep had het schriftelijk bewijs in handen. Het auteursrecht was in die dagen erg ongunstig voor auteurs. Uitgevers waren enkel bereid iets te drukken als alle rechten aan hen werden overgedragen.
Van Lennep, een rijke conservatieve gentleman, gedroeg zich dubbelhartig. Enerzijds herkende hij de grote literaire waarde van het werk en wilde hij dat het werk werd uitgegeven, maar aan de andere kant was hij doodsbenauwd dat het boek een opstand zou kunnen inleiden en de Nederlandse koloniale belangen zou schaden.
In mei 1860 verscheen het boek dan eindelijk bij uitgeverij De Ruyter te Amsterdam, voor het destijds bijzonder hoge bedrag van vier gulden. Van Lennep had alle Nederlands-Indische plaatsnamen onherkenbaar gemaakt en tal van andere ingrepen toegepast. Hierdoor duurde het enige tijd voor het boek de gewenste verspreiding kreeg. Niettemin werd Douwes Dekker als Multatuli in de luttele maanden na de verschijning ervan beroemd en "de meest besproken man in Holland."
Dat Douwes Dekker na enige tijd teleurgesteld raakte in Van Lennep en De Ruijter ligt voor de hand: zijn boek was in Indië vrijwel niet verkrijgbaar en door de hoge prijs enkel voor gegoede burgers betaalbaar. Van Lennep en De Ruijter weigerden bovendien in te gaan op de wens van de schrijver om een goedkope volksuitgave uit te brengen. Eind 1860 kwam het hierover tot een proces tussen de schrijver en Van Lennep, van wie Douwes Dekker "rekening en verantwoording" eiste. Hierbij leed hij tweemaal een nederlaag tegen de ervaren jurist Van Lennep.

### Reacties op het boek
De reacties in Nederland op het boek varieerden van geschokte afwijzing tot hartstochtelijke bewondering, al werd ook gepoogd de schrijver verdacht te maken en het boek te negeren. Tevergeefs: Max Havelaar werd in heel Europa verkocht en bewonderd. Tot verdriet van Douwes Dekker werd het echter vooral geprezen om zijn literaire kwaliteiten, en minder om de zaak-Lebak en het lot van de inlanders, waar het de schrijver vooral om te doen was geweest. Daarnaast had hij eerherstel door de Nederlandse regering en een leidinggevende functie in Nederlands-Indië willen bereiken, teneinde aldaar de nodige veranderingen te bewerkstelligen; verwachtingen waarin hij in de daaropvolgende jaren zwaar werd teleurgesteld.
Douwes Dekker liet zich niet benaderen door anderen die begaan waren met het lot van de inlanders op Java. De gewezen legerarts Willem Bosch deed voor zijn Maatschappij tot Nut van den Javaan tevergeefs een beroep op hem. Zijn liberale oplossing, vrije toegang van de Nederlandse ondernemers tot de kolonie, was Douwes Dekker een gruwel. Evenwel kon Ferdinand Domela Nieuwenhuis hem niet winnen voor het socialisme. De kracht van Douwes Dekker lag in de probleemstelling, de oplossing moest van anderen komen.

### Schrijverschap
Hierna besloot Douwes Dekker zich voortaan te wijden aan het schrijverschap.
In 1861 komen Het gebed van den onwetende en Minnebrieven uit. Minnebrieven is een vervolg op Max Havelaar en ook dit is weer een dubbele raamvertelling met een ingewikkelde opbouw. Daarnaast vinden we in dit boek een aantal van de bewijzen die Dekker in de Max Havelaar beloofde, zoals de lijst met gestolen buffels. Beide werken veroorzaken een groot schandaal. In 1862 verschijnen Over vrijen arbeid in Nederlandsch Indië en de tegenwoordige koloniale agitatie, een brochure geschreven in de hoop op rehabilitatie, en de Ideen-bundel I, waarin een begin wordt gemaakt met De geschiedenis van Woutertje Pieterse. In datzelfde jaar verschijnt ook nog Japansche gesprekken, waar Multatuli al evenzeer de vaderlandse moraal op de korrel neemt. In 1863/64 komt Ideen II uit, dat begint met Idee 448: "Aan Mevr. de Wed. X. geboren Y: te Z."de Weduwe X." Dit "Idee" werd door Meijer ook als aparte brochure uitgebracht. Hiermee mengde Dekker zich in alle toenmalige ophef rond de weduwe Pruimers, die na de dood van haar adellijke echtgenoot verliefd werd op een dominee. Later werd zij door haar schoonvader beroofd van haar eerstgeboren kind.
In 1866 emigreerde hij – gegriefd en teleurgesteld in zijn hooggespannen verwachtingen – naar Duitsland, waar hij de rest van zijn leven bleef wonen.
De directe aanleiding voor zijn emigratie was een conflict in de Salon des Variétés in de Amsterdamse Nes op 1 december 1865, waar het café chantant-gezelschap van Hubert Sauvlet optrad. Douwes Dekker stoorde zich aan het onbeleefde gedrag van een paar toeschouwers, die zich vrolijk maakten over het uiterlijk van mevrouw Sauvlet-Zerr, de sopraan op het toneel. Hij riep de heren achter hem tot de orde en deelde daarbij een paar rake klappen uit. Deze heren, Jacob Jacobs en Jesaja de Vries, deden enkele dagen later, op 5 december, bij de politie aangifte van mishandeling. Bijgevolg ontving Douwes Dekker op 8 januari een dagvaarding om op de 18e van die maand op de arrondissementsrechtbank te verschijnen. De reis naar Duitsland was al in de planning, maar werd nog uitgesteld. Een rechtszitting met Multatuli zou veel belangstelling trekken. Toen hij ter zitting verscheen, stipt op het aangegeven tijdstip, moest hij evenwel wachten tot de zaak vóór hem was afgedaan. Daar had hij geen zin in en vertrok, waarna de zaak bij verstek werd behandeld. Het vonnis – "een gevangenisstraf van 15 dagen, in eenzame opsluiting te ondergaan, en tot betaling van twee geldboetes van acht guldens elk..." – vernam hij pas veel later in Duitsland. Hij was nu wel gedwongen om daar te blijven, want hij kon niet terug. Deze ballingschap zou ruim twee jaar duren: tot 3 maart 1868, toen de straf en het vonnis hem kwijtgescholden werden na onderhandelingen met de conservatieve regering van dat moment.
Douwes Dekker was inmiddels een veelgelezen schrijver wiens stilistische kwaliteiten alom erkend werden, onder andere door zijn Minnebrieven en zijn diverse bundels Ideën, waar zijn onvoltooide jeugd- en ideeënroman Woutertje Pieterse en Vorstenschool deel van uitmaken.

### Vorstenschool
Het toneelstuk Vorstenschool verscheen in 1873 als begin van IDEEN-IV. Deze uitgave was min of meer het begin van een zeer hartelijke relatie met de voor Multatuli nieuwe uitgever G. L. Funke. Vorstenschool trok de aandacht van Mina Kruseman, die graag de hoofdrol wilde spelen. Maar toneelgezelschappen in die jaren waren zeer terughoudend om het toneelstuk op de planken te brengen. Het werd gevreesd dat het koningshuis zich dan beledigd zou kunnen voelen. Ondanks dat het stuk speelt in het buitenland. Uiteindelijk vond Kruseman de Nieuwe Rotterdamsche Schouwburgvereniging bereid om met uitvoeringen te beginnen. En Dekker kwam op uitnodiging van Kruseman als gast uit Duitsland, en raakte als regisseur betrokken bij de voorbereidingen.
De première in Utrecht, met de toejuichingen en huldigingen die ermee gepaard gingen, vormde een hoogtepunt in Dekkers schrijversloopbaan. Maar bij de aanvang van deze aanvang van de voorstelling stond achter in de zaal de commissaris van politie met een aantal agenten klaar om direct te kunnen ingrijpen... Enige gelijkenis met de koning van dat moment was er niet: de bakkebaarden die ontbraken geheel. Daar hadden de hoofdrolspelers over nagedacht.
Tijdens de tweede voorstelling - op Dekkers verjaardag - kreeg de schrijver tijdens de pauze allerlei cadeaus, waaronder een bureau en een klok. Voorwerpen die nog altijd bewaard worden in het Multatuli Museum te Amsterdam. Later trok Dekker met het gezelschap mee, op tournee door Nederland en Vlaanderen. Avond aan avond werd het stuk positief ontvangen, werd Dekker toegejuicht in de pauze. Alles bij elkaar een opsteker voor de auteur, die klaagde dat hij niet gelezen werd...
De vierde Ideën-bundel verkocht heel goed vanwege Vorstenschool, en er waren ook vele herdrukken van het toneelstuk. Het toneelstuk bleef in wisselende bezettingen nog lange tijd op het repertoire staan. Tot ver in de twintigste eeuw werd het met enige regelmaat uitgevoerd.

### Laatste levensjaren
Wegens zijn compromisloze houding bleef Multatuli bij zijn tijdgenoten als persoon omstreden. Ook kampte hij voortdurend met geldgebrek. Dit werd in de hand gewerkt door zijn gokverslaving en de vele pogingen aan de speeltafel de bank te laten springen.
In september 1874 overleed Tine en op 1 april 1875 hertrouwde hij met Mimi Hamminck Schepel. Niet lang daarna, in 1877, besloot hij definitief met het schrijven van nieuw proza te stoppen. Dit had te maken met zijn slechte gezondheidstoestand, maar een nog belangrijker reden was dat hij zwaar teleurgesteld was in zijn lezers, bij wie hij zo bitter weinig verandering zag. Wel bleef hij betrokken bij de uitgave van herdrukken van zijn werk. Hij verzorgde de correctie van drukproeven, en veel noten en commentaar zijn nog van latere datum. Een voorbeeld hiervan is de zesde uitgave van de Max Havelaar uit 1880 bij Elsevier.
In 1887 overleed hij op bijna 67-jarige leeftijd tijdens een astma-aanval in zijn huis te Ingelheim am Rhein. Na zijn dood ontfermde zijn weduwe zich – min of meer door geldnood gedwongen – over zijn omvangrijke nalatenschap aan brieven, waaruit zij in tien boekdelen veel publiceerde. Ze liet evenwel ook veel weg, en vernietigde tal van brieven, zodat veel tekstgedeelten definitief verloren zijn.

### Crematie

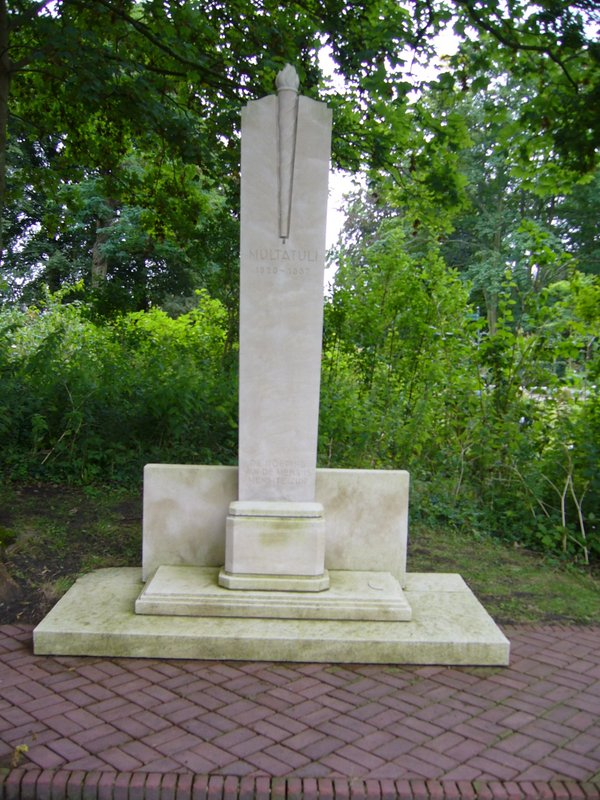
Het graf van Multatuli op Westerveld

Vier dagen later werd hij als eerste Nederlander gecremeerd, in het crematorium te Gotha. De urn met de as stond tot 1930 bij Hamminck Schepel, en kwam na haar overlijden in het Multatulimuseum (dat toen nog onderdeel was van de Bibliotheek van de Universiteit van Amsterdam). Op 6 maart 1948 werden de urnen met de as van hemzelf en die van zijn weduwe in een monument voor Multatuli op de begraafplaats Westerveld te Driehuis geplaatst. Het monument was een initiatief van de Vereniging voor Facultatieve Lijkverbranding. De originele urn maakt deel uit van de permanente tentoonstelling in het Multatulimuseum, gevestigd in het geboortehuis van de schrijver aan de Korsjespoortsteeg in Amsterdam.

## Het pseudoniemMultatuli
Zijn schuilnaam werd mogelijk ontleend aan Ovidius' Tristia, een dichtwerk over diens ballingschap in Tomis, of aan Horatius' Ars Poetica, een boek dat hij al tijdens zijn schooltijd moet hebben bestudeerd. Hierin vindt men de volgende versregels:

Qui studet optatam cursu contingere metam,
Multa tulit fecitque puer, sudavit et alsit,
Abstinuit venere et vino

Deze regels laten zich vertalen als:

Wie ernaar streeft het gewenste einddoel in de renbaan te bereiken,/moet reeds als knaap veel hebben ondervonden en gedaan, en veel hitte en kou geleden;/hij heeft zich onthouden van minnespel en wijn.

De betreffende passage bij Ovidius luidt:

Quid referam comitumque nefas famulosque nocentes? Ipsa multa tuli non leviora fuga.

Waarom zou ik spreken over de goddeloosheid van mijn metgezellen en over de knechten die mij geschaad hebben? Veel heb ik gedragen dat niet lichter was dan de ballingschap zelf.

Douwes Dekker gebruikt de aanduiding Multatuli voor de eerste keer in een brief d.d. 24 september 1859 aan mr. W.J.C. van Hasselt:

Mag ik u verzoeken te willen bedingen dat ik op affiches etc. Multatuli heet? Het is mogelijk dat ik later nog eens in betrekking kom of als publicist over ernstige zaken optreed, en er zijn er in ons land die den man niet voor serieus houden die eene komedie geschreven heeft. Br. v.L. staat boven dat vooroordeel, maar dat zou niet gelden voor mij.
— E.D.Dekker

In die brief probeert hij het toneelstuk De bruid daar boven aan de man te brengen, dit in de hoop dat de uitvoering daarvan het pseudoniem al enige naamsbekendheid zal gaan brengen, zodat als zijn boek uitkomt het extra lezers zal trekken.
In een brief aan Tine die hij een paar dagen later schreef, op 27 september, informeert hij ook haar over zijn nieuwe pseudoniem. Tevens gaat hij in deze brief uitvoerig in op het "hoe" en "waarom" ervan:

[...] Doch ik wil mijn naam niet op affiches hebben want daar men in Holland, dom genoeg, dikwijls een vooroordeel heeft tegen menschen die frivole dingen schrijven, en ik misschien later nog weêr in betrekking komen zal, daarom wil ik onder anderen naam gedrukt of gespeeld worden. Ik noem mij Multatuli, dat is: ik heb veel gedragen, een vreemde naam, niet waar? Welnu als nu mijn stuk gespeeld wordt dat nooit zo spoedig zijn kan daar de repetitien enz. veel tijd weg nemen, hoop ik niet lang daarna klaar te zijn met mijn boek en als dat dan met dien naam Multatuli in de wereld komt, die als mijn stuk een beetje lukt, welluidend klinkt, dan moet dat op mijn boek doen letten. [...]. Nu, bij dat alles wat ik voorzie wil ik het aan mij houden of ik al dan niet als Dekker voor den dag wil treden. — Kortom ik hoop op mijn boek.
— E.D.Dekker

Het komt echter niet zo snel tot een uitvoering, want Douwes Dekkers plannen lopen wel vaker mis. De eerste keer dat Douwes Dekker het pseudoniem bij een publicatie gebruikt is in 1859 bij die van de Geloofsbelydenis in De Dageraad, een tijdschrift van de vereniging van "vrijdenkers", De Vrije Gedachte.
Terzijde mag worden opgemerkt dat Multatuli zich in die tijd ook aansloot bij de vrijmetselaars: Br. Van Lennep was er duidelijk ook een van, en een andere metselbroeder was Rudolf Charles Meyer d'Ablaing van Giessenburg, boekhandelaar in Amsterdam en de man die de twee eerste Ideën-bundels uitgaf onder zijn uitgeversnaam R.C. Meijer.
Multatuli is een zeer welluidend pseudoniem dat nu, honderdvijftig jaar later, verduidelijking en vertaling behoeft. Negentiende-eeuwse lezers die het zich konden veroorloven het boek te kopen, waren meestal ook in staat het pseudoniem te vertalen. Ook waren Latijnse pseudoniemen in Multatuli's tijd niet ongewoon. Dat belette hem niet om op de laatste pagina's van zijn boek de vertaling van zijn pseudoniem nadrukkelijk te vermelden, en met de betekenis ervan in het boek te spelen.

## Kritische beschouwing

### Betekenis van zijn werk

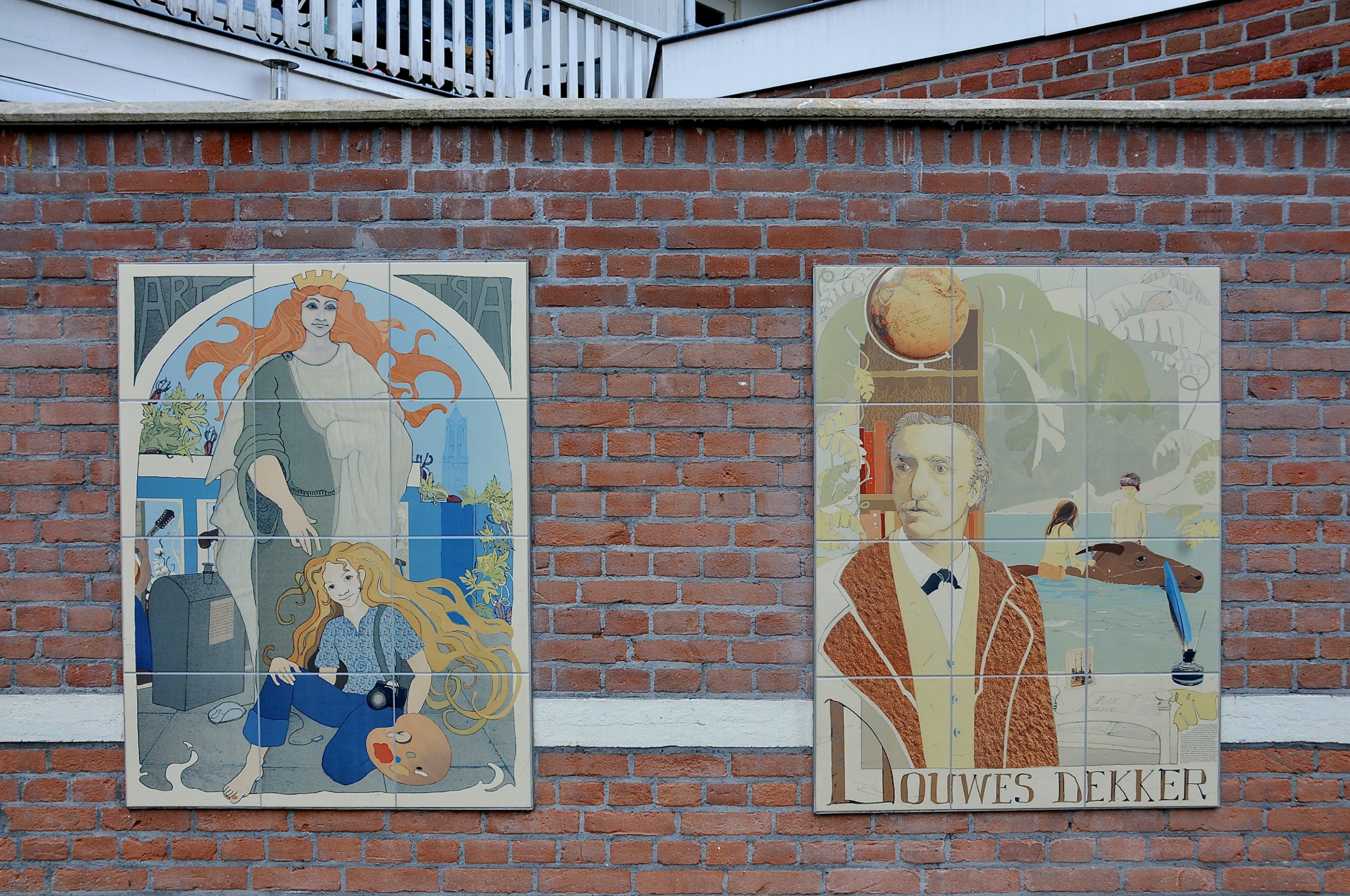
Tegeltableau van Eduard Douwes Dekker in de Abel Tasmanstraat Utrecht, 2009

Multatuli verscheen op het toneel toen de Nederlandse literatuur nog werd beheerst door het protestantse domineesmoralisme. Dat dit in de tweede helft van de 19e eeuw sterk veranderde, is in niet geringe mate aan zijn invloed te danken. In zijn vroegste werk klinkt een sterke echo door van de Romantiek, een beweging die Nederland bijna had overgeslagen. Een blijk daarvan in de Max Havelaar is te vinden in citaten van de vroege Heine en de Duitse gedichten van Douwes Dekker in Heines trant. De romantiek zat Multatuli al vroeg in het bloed, getuige onder andere de wens van zijn kinder-alter ego "Woutertje Pieterse" om Koning van Afrika te worden; zijn romantische instelling laat zich mede verklaren door het feit dat hij zich al vroeg had losgemaakt van zijn protestants-christelijke achtergrond, die in doopsgezinde gedaante al moderner was dan gebruikelijk voor zijn tijd, alsmede door de invloed van Rousseau.

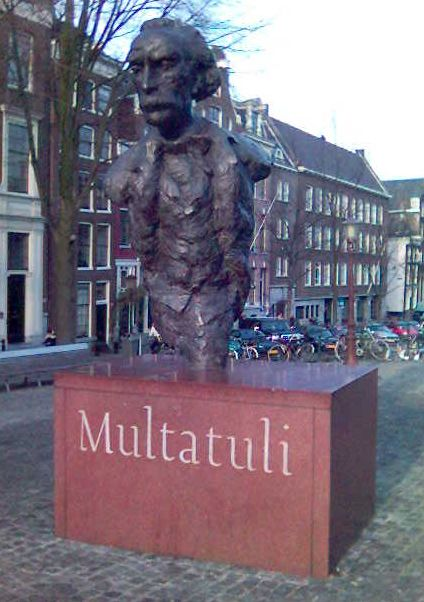
Standbeeld van Multatuli op de Torensluis over het Singel in Amsterdam, onthuld door koningin Beatrix in 1987; buste door Hans Bayens, belettering van Gerrit Noordzij.

Multatuli neigde in de loop van zijn schrijverschap echter steeds meer naar een atheïstisch-rationalistisch wereldbeeld zoals dat onder invloed van met name de Franse Verlichtingsfilosofen ontstond. Aldus streefde hij, in de woorden van Philip Vermoortel naar "een combinatie van hart en verstand", die zich niet in één bepaald systeem of literaire stroming laat vangen, en waarvoor hij vaak anekdoten uit zijn eigen leven als voorbeeld aanhaalt: bijvoorbeeld het verhaal in de Minnebrieven dat hij ooit een Amsterdamse gracht in sprong om het keppeltje van een joods jongetje te redden.

Aan de ene kant kan het werk van Multatuli als romantisch-idealiserend gekarakteriseerd worden, aan de andere kant getuigt het van een sterk sociaal engagement dat berust op een realistische beschrijving van de feiten.
Wie Multatuli leest is ver verwijderd van regels en modellen, behalve misschien van de wiskundige modellen die hij uitdacht om succes te hebben aan de speeltafel - men vindt ze in zijn  Miljoenenstudiën - maar de wiskunde was dan ook een van de weinige specialismen die hij beheerste. Op het soort specialisme, dat de héle mens achter de coulissen laat verdwijnen, had hij het niet begrepen. Zijn Duizend- en eenige hoofdstukken over specialiteiten zijn tegen deze mentaliteit een aanklacht, die in veel opzichten vermakelijk is, maar voor de schrijver een zeer serieuze zaak was; zeker als men bedenkt dat hij in Nederland vaak in zijn ogen onbekwame figuren zag worden benoemd in zíjn Nederlands-Indische 'specialisme.' Meestal waren dat dan voormalige hoge bestuursambtenaren, die in Nederlands-Indië niet veel meer hadden gezien dan de hoofdplaats Batavia, en daar een risicoloos leven hadden geleid.
Menno ter Braak meende dat het steeds weer positie kiezen in allerlei kwesties, waar Multatuli's werk oppervlakkig gezien toe uitnodigt, ten koste dreigt te gaan van het grotere thema dat aan heel zijn werk ten grondslag ligt: namelijk dat van de menselijke waardigheid. De liberale cultuur erkende hem als burger en schrijver, maar niet als mens, aldus Ter Braak. Tijdens Multatuli's leven viel zijn motto 'De roeping van de mens is mens te zijn!', dan ook op weinig vruchtbare bodem in de kringen die ertoe deden, al slaagde hij er wel in, een bonte schare aanhangers te verwerven. Maar het motto getuigt wel van zijn blijvende actualiteit, die hem, mét zijn stilistische kwaliteiten, met kop en schouders doet uitsteken boven de meeste Nederlandse schrijvers uit de negentiende eeuw.
Multatuli's Ideën zijn aforistisch geschreven, en bevatten voornamelijk maatschappijkritiek. In de stijl ervan schudt hij oude vormen van zich af, zich uitdrukkend in een directe spreektaal, die niettemin van een grote taalbeheersing getuigt. Naast de Max Havelaar, die als een van de weinige Nederlandse romans tot de wereldliteratuur is gaan behoren, is verder de beeldende kracht van zijn parabelen te noemen, zoals de Geloofsbelydenis uit 1859, de Negende geschiedenis van Gezag uit de Minnebrieven, en het Onuitgegeven toneelspel aan het begin van de Max Havelaar - meestal verkeerd geciteerd als Barbertje moet hangen. Van zijn toneelstukken is vooral het drama in verzen Vorstenschool geliefd door zijn geestige sarcasme en de idealistische boodschap.

### Thematiek
De centrale problematiek in Multatuli's werk is het recht van de macht, en dit komt tot uiting in kritiek op tal van deelaspecten. In de binnenlandse politiek houden bijvoorbeeld het meerderheidsstelsel en censuskiesrecht het liberalisme aan de macht; op sociaal gebied gaat het om de armoede en rechteloosheid van de arbeidersklasse; op zedelijk terrein betreft het het gebrek aan ontplooiingskansen voor opgroeiende meisjes en de achterstelling van vrouwen; in religieus opzicht gaat het om het dogma van predikanten.

#### Multatuli als feministisch theoreticus
Multatuli was wat betreft het zich hard maken voor vrouwenrechten een voorloper. Op veel plaatsen in zijn werk liet hij zien dat vrouwen achtergesteld werden, dat zij goed onderwijs moesten krijgen en recht hadden op "menselijke waardigheid". Verschillende teksten uit de IDEE 197, 198 en 199 werden binnen feministische kringen, zoals de Dageraad, veel geciteerd en gebruikt in lezingen en voordrachten. Minnebrieven bevat De Achtste geschiedenis van Gezag. 
Daarin wordt verhaald over Thugater (het Oudgriekse woord voor dochter, wat melkster betekent). Haar vier broers willen de wereld in en krijgen van hun vader onderricht. Vader wil Thugater niet missen, want zij melkt beter dan haar broers, heeft geen haast en melkt tot de laatste druppel. En bijgevolg is er meer room om boter te maken. Vader zeg haar: dat weten, begrijpen en begeeren... zondig is voor een meisje. De broers krijgen hun zin. Zij mogen op jacht gaan, ter visvangst gaan, boten maken en varen, met een blonde dame trouwen en nageslacht maken. Maar... vader verbood alles aan zijn dochter Thugater, die in onnoozelheid bleef voortmelken ten einde toe. 
Ook Vorstenschool, het toneelstuk waarin een vrouw - de koningin - de hoofdrol speelt, was belangrijk in deze. Dekker droeg lange tijd in zijn lezingen hieruit voor, lang voor het stuk geheel voltooid was. Daarnaast werd de 4e bundel van Ideen en de separate uitgaven van Vorstenschool zeer goed verkocht. Toen het stuk uiteindelijk werd uitgevoerd, nadat de feministe Mina Kruseman zich daarvoor had ingezet, trok Dekker samen met de toneelspelers door het land, en werd Dekker in de pauzes door het publiek luid toe gejuicht. Ook iets bijzonders voor een schrijver die klaagde dat zijn geschriften te weinig gelezen werden. 
In Duitsland was het rond 1900 Wilhelm Spohr – een met anarchistische ideeën begeesterde vakbondsman – die met bloemlezingen uit Multatuli's werken in Duitse vertaling zorgde voor een nog veel grotere verspreiding van Multatuli's gedachtegoed. Zo kon Sigmund Freud Douwes Dekkers verlovingsbrieven lezen. In 1905 was er ook Frauenbrevier; in dit "gebedenboekje voor vrouwen" bundelde Spohr veel teksten waarin Multatuli zijn gram uitte tegen de achterstelling van vrouwen en dubbele moraal. Dit boekje werd een inspiratiebron voor het feminisme.
Zo groeide Douwes Dekker uit tot een voortdurende inspiratiebron voor vele feministen, zoals Sietske Abrahamsz, Mimi Hamminck Schepel, Marie Anderson, Mina Kruseman, Aletta Jacobs, Jan Versluys, Titia van der Tuuk, Elize Baart, Carel Victor Gerritsen en Wilhelmina Drucker. Zij waren voortrekkers uit de eerste feministische golf. Vele andere vrouwen zouden volgen, onder hen: Welmoet Wijnaendts Francken-Dyserinck, Anna van Gogh-Kaulbach en Neel Doff.

#### Multatuli als feminist in de praktijk
Zijn feministische ideeën bracht Dekker ook in praktijk: zo zorgde hij ervoor dat zijn nichtje Sietske Abrahamsz (Middelburg, 14 januari 1842 – Zeist, 1 december 1912) een gedegen opleiding kreeg, en zij zich persoonlijk veel verder kon ontwikkelen. Iets wat haar streng gelovige vader eigenlijk helemaal niet wilde toestaan. Daarmee werd het gezin van Abrahamsz-Swartz geheel op zijn kop gezet. In haar latere jaren heeft Sietske haar herinneringen op papier gezet in "Mijn leven".

### Kritiek
Vrijwel alle werken van Multatuli ademen een geest van afrekening met een kleinburgerlijke omgeving, waar de schrijver zich in het buitenland aan had kunnen onttrekken, maar waar hij in Nederland, zich richtend tot de publieke opinie aldaar, opnieuw mee werd geconfronteerd. Zijn latere bewonderaar E. du Perron heeft hierover gezegd: "Men ontkomt niet aan de akoestiek van de zaal waarvoor men spreekt." In dit laatste schuilt wellicht de adder onder het gras in zijn werk: veel critici hebben gesteld dat Multatuli meer had kunnen bereiken - mogelijk zelfs het door hem begeerde ministerschap van koloniën - als hij niet zo impulsief was geweest; zich minder op de voorgrond had geplaatst en zijn leven en werk beter had gestileerd, zoals hij toch had gedaan in zijn Max Havelaar - behalve dan aan het einde van dat boek, waarin hij zijn aanklacht tegen het Nederlandse gezag als het ware in het gezicht van de koning slingert. Maar de schrijver, wie het naar eigen zeggen in de eerste plaats om waarheid en eerlijkheid ging, kon zich zeer boos maken om dit soort kritiek, die hij al vroeg voorzag, getuige de volgende passage uit het slot van de Havelaar:
...het was mij niet te doen om goed te schrijven...ik wilde zóo schrijven dat het gehoord werd. En, evenals iemand die roept: "houdt den dief!" zich weinig bekommert over den styl zyner geïmproviseerde toespraak aan 't publiek, is het ook my geheel om 't even, hoe men de wyze zal beoordeelen, waarop ik myn "houdt den dief!" heb uitgeschreeuwd.
Men dient dus te bedenken, dat Multatuli zijn literaire roem niet als doel op zichzelf zag, maar bleef streven naar een belangrijke maatschappelijke rol, hoe onrealistisch ook in het licht van zijn tijd, en hoe vager zijn doel om 'het lot van de Javaan' te verbeteren, allengs ook werd.
Multatuli's personages, hoewel vaak beeldend beschreven, zijn veelal niet zeer subtiel. Zo staan ook in Max Havelaar goed en kwaad ongenuanceerd tegenover elkaar: Max Havelaar, door zijn Tine gesteund, tegenover de narcistische Droogstoppel, de tirannieke Regent en het perfide Nederlandse gezag. Tussenfiguren, zoals de Controleur Verbrugge of de Resident Slijmering, worden nauwelijks psychologisch beschreven en staan uiteindelijk wel of niet aan de "goede" kant. Merkwaardig genoeg lijkt Multatuli's moralisme in dat opzicht dus op het 'zwart-wit'-schema van zijn Droogstoppel en van veel burgerlijke politici die hij bestreed. Zijn grieven golden meestal de politiek; het beheerste en beeldend beschrijvende van het grootste deel van de Max Havelaar, waarin hij zich bewust in acht nam teneinde een zo groot mogelijk effect te sorteren, heeft hij in geen enkel ander werk meer bereikt. Dit ondanks de anekdotische stijl en de onverwachte wendingen van bijvoorbeeld de Ideën, die toch minder vloeiend lezen dan de Max Havelaar. Zijn polemieken tegen dominees en politici uit zijn tijd, die nu grotendeels vergeten zijn, vergen van de huidige lezer een vertaalslag, maar laten anderzijds juist zien, hoezeer ook huidige maatschappelijke toestanden steeds door menselijke zwakheden worden beïnvloed.

### Werken verschenen tijdens Multatuli's leven
- 1859 - Geloofsbelydenis (verschenen in het vrijdenkerstijdschrift De Dageraad)
- 1859 - Brief aan de kiezers te Amsterdam omtrent de keuze van een afgevaardigde in verband met Indische specialiteiten en batige Saldo's, Amsterdam, J. de Ruyter
- 1860 - Indrukken van den dag[a]
- 1860 - Indrukken van den dag. No. 2[b]
- 1860 - Max Havelaar of de koffij-veilingen der Nederlandsche Handel-Maatschappij[c]
- 1860 - Brief aan Ds. W. Francken Azn.
- 1860 - Brief aan den Gouverneur-Generaal in ruste
- 1860 - Aan de stemgerechtigden in het kiesdistrikt Tiel
- 1860 - Max Havelaar aan Multatuli
- 1861 - Het gebed van den onwetende[d]
- 1861 - Wys my de plaats waar ik gezaaid heb[e]
- 1861 - Minnebrieven[f]
- 1862 - Over vrijen arbeid in Nederlandsch Indië en de tegenwoordige koloniale agitatie (brochure)[g]
- 1862 - Brief aan Quintillianus
- 1862 - Ideën I (bevat onder andere de roman De geschiedenis van Woutertje Pieterse)[h]
- 1862 - Aan het volk van Nederland[i]
- 1862 - Japansche gesprekken[j]
- 1863 - De school des levens
- 1864-1865 - Ideën II[k]
- 1864 - De bruid daarboven. Tooneelspel in vijf bedrijven (toneelstuk)[l]
- 1865 - Bloemlezing, Amsterdam, R.C. Meijer, p. 1-296[m]
- 1865 - De zegen Gods door Waterloo[n]
- 1865 - Franse rymen
- 1865 - Herdrukken
- 1865 - Verspreide stukken (overgenomen uit de Herdrukken)
- 1867 - Een en ander naar aanleiding van Bosscha's Pruisen en Nederland[o]
- 1869-1870 - Causerieën
- 1869 - De maatschappy tot Nut van den Javaan[p]
- 1870-1871 - Ideën III[q]
- 1870 - Ideën IV (bevat onder andere het toneelstuk Vorstenschool)[r]
- 1870-1873 - Millioenen-studien[s]
- 1870 - Divagatiën over zeker soort van Liberalismus
- 1870 - Nog eens: Vrye arbeid in Nederlandsch-Indië[t]
- 1871 - Duizend en eenige hoofdstukken over specialiteiten (satirische verhandeling)[u]
- 1872 - Brief van Multatuli aan den Koning over de Openingsrede[v]
- 1872 - Verspreide stukken van Multatuli. Bevat o.a.: Brief aan den Gouverneur-Generaal-in-ruste[w]
- 1873 - Ideën V[x]
- 1874 - Ideën VI[y]
- 1874-1877 - Ideën VII[z]
- 1875 - Vorstenschool, drama in 5 bedrijven (vier nieuwe drukken dat jaar)[aa]
- 1876 - Multatuli, bloemlezing (door Heloïse pseud. van Maria Frederika Cornelia Douwes Dekker-Hamminck Schepel), Amsterdam, G.L. Funke[ab]

### Postuum verschenen
- 1887 - Onafgewerkte blaadjes gevonden op Multatuli's schryftafel (door M. Douwes Dekker-Schepel)[ac]
- 1891 - Aleid. Twee fragmenten uit een onafgewerkt blyspel (toneelstuk)[ad]

#### Verzamelbundels
- 1888-1889 - Verzamelde Werken. Eerste naar tijdorde gerangschikte uitgave bezorgd door zijne weduwe (tien delen)[ae][af][ag][ah][ai][aj][ak][al][am][an]
- 1890 - Woutertje Pieterse. Uit zijn Ideën verzameld door zyne Weduwe (2 delen)[ao]
- 1919 - Multatuli als denker en dichter, een keur uit zijn werken (ingeleid door J. van den Bergh van Eysinga-Elias)[ap]
- 1937 - Bloemlezing (verzameld en ingeleid door Julius Pée)
- 1950-1995 - Volledige Werken (25 delen) (redactie Garmt Stuiveling en Hans van den Bergh)
- 1955 - Barbertje moet hangen, Verhalen, parabelen, aforismen (verzameld en ingeleid door Garmt Stuiveling)
- 1973 - Bloemlezing uit de werken van Multatuli (samengesteld en ingeleid door G.W. Huygens, gebaseerd op de bloemlezing door Heloïse uit 1876)
- 1974 - De roeping van de mens. Een keuze uit zijn gehele werk door C. Bij

#### Brieven en overige publicaties
- 1890-1896 - Brieven van Multatuli. Bijdragen tot de kennis van zijn leven. Gerangschikt en toegelicht door M. Douwes Dekker geb. Hamminck Schepel, 10 delen, Amsterdam W. Versluys
- 1900 - Officiële bescheiden betreffende de dienst van Multatuli als Oost-Indies ambtenaar : Max Havelaar op de Westkust van Sumatra (uitg. door P.M.L. de Bruyn Prince)[aq]
- 1902 - Uit Multatuli's leven - Bijdrage tot de kennis van zijn karakter, Marie Anderson, uitgever: C. Daniëls, Amsterdam, 84 p, [45]
- 1906 - Multatuli, Frauenbrevier, bloemlezing en vertaling naar het Duits door Wilhelm Spohr. Rütten & Loening, Frankfurt am Main, DM 55.[ar]
- 1907 - Briefwisseling tusschen Multatuli en S.E.W. Roorda van Eysinga (uitgegeven door M. Douwes Dekker geb. Hamminck Schepel)[as]
- 1907 - Officiële bescheiden betreffende de dienst van Multatuli als Oost-Indies ambtenaar : derde - vijfde periode, Krawang - Lebak (bijeenver. door P.M.L. de Bruyn)[at]
- ca.1910 - Multatuli Bloemlezing, voorwoord: B. Damme, uitgeve: De Roode Bibliotheek, Zantvoort, met 25 illustraties[46]
- 1910 - Multatuli als wijsgeer, door B. Damme, met een voorwoord door Ferdinand Domela Nieuwenhuis, uitgever: J. Bedeaux, Rotterdam, 54 p,
- 1912 - Multatuli, Brieven. Bijdragen tot de Kennis van zijn Leven (onder redactie van M. Douwes Dekker geb. Hamminck Schepel) (tweede herziene uitgaaf in 1912), 10 delen, Amsterdam, Maatschappij voor goede en goedkoope lectuur
- 1937 - Multatuli en zĳn zoon: brieven van Multatuli aan J. van der Hoeven (uitgezocht en ingeleid door Menno ter Braak)[au]
- 1941 - Multatuli, Reisbrieven aan Mimi en andere bescheiden (onder redactie van J. Pée)[av]
- 1942 - Brieven van Multatuli aan Mr Carel Vosmaer, R.J.A. Kallenberg van den Bosch en Dr Vitus Bruinsma. Documenten (onder redactie van J. Pée)
- 1944 - Keur uit de brieven van Multatuli (onder redactie van J. Pée)[aw]
- 1947 - Briefwisseling tusschen Multatuli en G.L. Funke (onder redactie van G.L. Funke [jr.])[ax]
- 1947 - Brieven aan J. Waltman Jr. (met een inleiding door en aantekeningen van Henri A. Ett)
- 1948 - Multatuli-literatuur. Lijst der geschriften van en over Eduard Douwes Dekker (door A.J. de Mare) (vergelijk ook Maatstaf, 1970, 677-773)
- 1948 - Twee brieven uit Menado (met een inleiding door en aantekeningen van Henri A. Ett)
- 1979 - Liefdesbrieven (bezorgd en van aantekeningen en een nawoord voorzien door Paul van 't Veer) (ISBN 90-295-3205-X)
- 1987 - Max Havelaar (editie Willem Frederik Hermans)
- 1987 - Multatuli-literatuur 1948-1977. Lijst der geschriften van en over Eduard Douwes Dekker (door P.C. van der Plank)
- 2001 - "Men moet van myn gestreken lans, een vlaggestok maken": brieven van Multatuli en Tine Douwes Dekker aan de redersfamilie Smit (ingeleid en van aantekeningen voorzien door Chantal Keijsper et al.) (ISBN 90-76314-70-5)
- 2006 - Woutertje Pieterse (bewerkt en bekort door Ivo de Wijs) (ISBN 90-76347-61-1)
- 2020 - Multatuli Verknipt, Een portret in 500 fragmenten, Chris van den Ven, Duiven & Boom uitgevers, Amsterdam, ISBN 978 90 2443 415 2, NUR 680

## Dekker en het schaakspel
Dekker was een verwoed schaker. Hij speelde het liefst correspondentieschaak omdat daarmee door geduld zijn gebrek aan talent goed gemaakt zou worden, terwijl bij schaken 'uit de hand' onstuimigheid en ongeduld ten koste van de kwaliteit van het spel zou gaan. De correspondentiezetten gingen mee met de vele brieven die hij schreef aan vrienden en sympathisanten van zijn politieke ideeën. Uit het materiaal die daarvan bewaard is gebleven is op uitnodiging van het Multatuli-Genootschap door Lodewijk Prins het boek Multatuli en het spel van koningen (1970) geschreven. Dekker heeft ook gewone partijen op het bord gespeeld, maar daar zijn geen aantekeningen van teruggevonden.
Het oudstbekende teken van Dekkers affiniteit met het schaken was toen hij zich in 1861 via de toen bekende schaker A. de Lelie bij het Amsterdamsche Schaakgenootschap heeft laten introduceren. Dekker heeft een drietal partijen tegen S.E.W. Roorda van Eysinga gespeeld, maar die bleek geen partij te zijn. Bij Roorda waren de stukken van het bord gevallen, waarna hij niet in staat was de stelling te heropbouwen. Dekker vroeg De Lelie toen een correspondentieschaker voor hem te vinden en deze koppelde Dekker aan de Amsterdamse apotheker Johannes Leonard Switzar.
Het jaar 1874 markeert wat als de aanvang van Dekkers laatste levensperiode kan worden beschouwd. In deze periode overheerste de teleurstelling en de verzoening met het voortbestaan van onrecht: “Als het leven een schaakpartij was, gaf ik ’t op”, schreef hij aan een vriend. Dekker liet het schrijven voor wat het was, beperkte zich tot correspondentie en stortte zich op het schaakspel. Via Switzar werd Dekker dat jaar lid van de Nederlandsche Schaakbond. Hij leerde in die periode ook D.R. Mansholt kennen die een lezersbrief over de Atjeh-oorlog in de Nieuwe Rotterdamsche Courant had geschreven. De politieke sympathisanten speelden per briefwisseling partijtjes schaak en werden vrienden voor het leven.
Dekker had een karakteristieke speelwijze. De latere schaakwereldkampioen Emanuel Lasker, die bekend stond om zijn psychologische benadering van het spel, beschreef Dekkers karakter op basis van een partij: "Een rustelooze geest, met een overborrelende phantasie, een vechtjas, een held in den aanval, maar een slecht verdediger", wat volgens W.A.T. Schelfhout ten voeten uit was.
Hoewel Dekker zeker geen schaakmeester was en derhalve niet behoorde tot de Nederlandse schaaktop - die in die tijd op haar beurt achterliep op de internationale top, was hij geen onverdienstelijke schaker. Zijn beste partijen dateren uit de jaren 1874-75 en zijn gespeeld met de veel sterkere Switzar, tegen wie hij desondanks twee van de zes partijen won; en een partij tegen Antonius van der Linde, gewonnen door Dekker. Deze partij is gespekt met Van der Linde's commentaar na te lezen in respectievelijke nummers van De Schaakwereld alsook in de bewaard gebleven brieven van Van der Linde aan Multatuli. Minder hoogstaande doch noemenswaardige partijen die bewaard zijn gebleven zijn tegen schakers van kleiner kaliber zoals P.H.Ritter (1851–1912) en Jan Zürcher (1851–1905). Een partij met D.R. Manholt is te volgen op Multatuli Online.
Dekker was als voorvechter van de onderdrukten een inspirator voor de emancipatiestrijd van arbeiders en vrouwen in Nederland. Zijn politieke ideeën hadden in dat licht ook enige impact op de 19e-eeuwse Nederlandse schaakwereld: Zo zouden vrouwen- en arbeidersschaak en ook schaakverenigingen als Schaakclub Utrecht door zijn ideeën beïnvloed zijn geweest, zelfs al zou Dekker zelf afstand gehouden hebben tot de arbeidersbeweging. In de omgeving van Dekker waren diverse vrouwelijke schakers, waaronder zijn tweede vrouw Mimi Hamminck Schepel, waar Dekker hoog van opgaf en met wie hij ook menig partijtje gespeeld moet hebben. Hieruit zou op te maken zijn dat het niet zozeer de combinatie van schaken en vrouwen zo ongewoon was in de 19e eeuw, maar eerder de combinatie van vrouwen en verenigingen, en wel door het gebrek aan vrije tijd.
Dekker had diverse socialistische bewonderaars en sympathisanten onder de mensen met wie hij per brief schaakte, maar over het socialisme kon hij zich toch boos maken: terwijl politici als F.D. Nieuwenhuis naar een meer alom vertegenwoordigde overheid streefden om de gerechtigheid na te streven, kon Dekker na zijn ervaringen in Indonesië juist niet voorstellen dat de overheid een positieve invloed op de samenleving kon hebben. Een dergelijke ideologische botsing heeft  ertoe geleid dat Dekker in ergernis de correspondentie - en daarmee de correspondentiepartij  - met H.P.N. Muller afbrak.
Zijn laatste pennenvrucht was een schaakmededeling aan zijn tweede vrouw, daags voor zijn dood.